# Zwierzyn, Lubusz vojvodskap

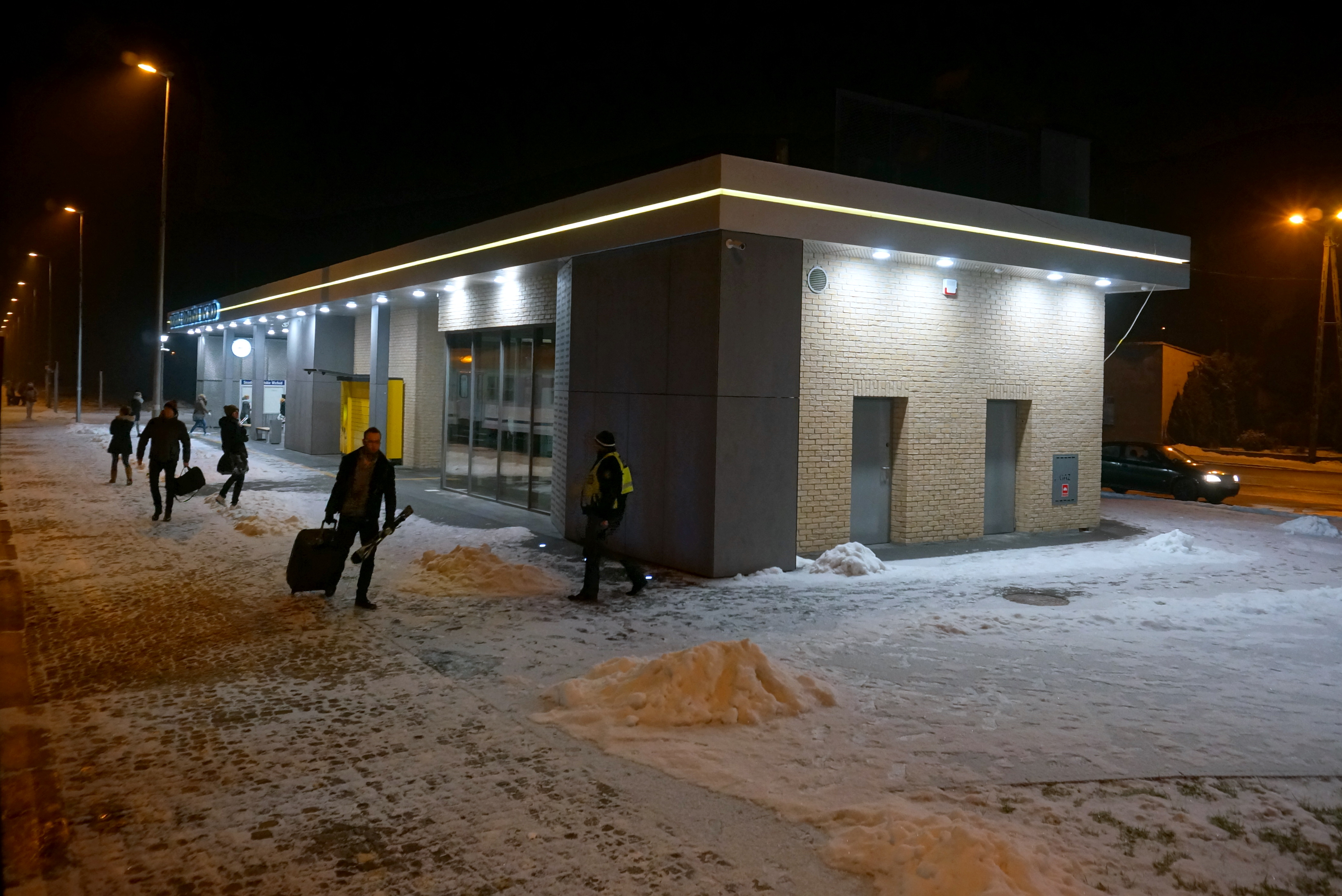
Järnvägsstationen

Zwierzyn, tyska: Neu Mecklenburg, är en by i västra Polen och huvudort i landskommunen Gmina Zwierzyn. Orten hade 1 359 invånare 2011 och kommunen totalt 4 387 invånare i juni 2016. Administrativt tillhör kommunen distriktet Powiat strzelecko-drezdenecki i Lubusz vojvodskap.

## Geografi
Zwierzyn ligger i norra utkanten av Notećs floddal, 5 kilometer söder om Strzelce Krajeńskie.

## Kommunikationer
Genom orten går den regionala vägen DW 156 som sammanbinder Strzelce Krajeńskie med Drezdenko. I kommunen finns tre stationer på järnvägen Gorzów Wielkopolski – Tczew, den tidigare preussiska östbanan: Górki Notecki, Sarbiewo och Strzelce Krajeńskie Wschód. Den sistnämnda ligger i byn Zwierzyn men har namn efter Strzelce Krajeńskie då den även fungerar som stadens järnvägsstation.
Den tidigare järnvägen mot Lubiana Pyrzycka via Strzelce Krajeńskie är sedan 1960-talet nedlagd för persontrafik.